# The Bourne Supremacy (phim)
The Bourne Supremacy (tạm dịch: Quyền lực của Bourne) là phần hai của loạt phim hành động nổi tiếng về điệp viên Jason Bourne (Matt Damon) dựa theo tiểu thuyết cùng tên của nhà văn Robert Ludlum. Phim được đạo diễn bởi Paul Greengrass, chuyển thể kịch bản bởi Tony Gilroy và Brian Helgeland, sản xuất bởi Doug Liman và Frank Marshall.
The Bourne Supremacy tiếp tục câu chuyện của Jason Bourne, một cựu điệp viên CIA trong hành trình tìm lại ký ức bạo lực của mình, được miêu tả bởi Matt Damon. Bộ phim tập trung vào nỗ lực của Bourne để tìm hiểu thêm về quá khứ của mình và bị dàn xếp trong một âm mưu liên quan đến CIA và hoạt động Treadstone.
Hãng Universal Pictures phát hành phim đến các rạp tại Bắc Mỹ vào ngày 23 tháng 7 năm 2004. The Bourne Supremacy nhận được những đánh giá quan trọng và tích cực của giới phê bình điện ảnh, đồng thời phim cũng thu được thành công lớn về mặt thương mại khi đem về cho Universal doanh thu phòng vé 288 triệu USD. Phần tiếp theo, The Bourne Ultimatum, được phát hành năm 2007 và The Bourne Legacy năm 2012.

## Nội dung
Hai năm sau kết thúc của phần 1 (The Bourne Identity), Bourne (Matt Damon) và Marie (Franka Potente) đang sống ở Goa, Ấn Độ. Trong những giấc mơ, Bourne luôn bị ám ảnh bởi một nhiệm vụ ám sát tại Berlin. Tại Đức, một số nhân viên CIA dưới sự chỉ đạo của phó giám đốc Pamela Landy đang thực hiện giao dịch mua lại "hồ sơ Neski" với giá 3 triệu $. Nội dung của "hồ sơ Neski" là về một vụ cướp 20 triệu $ của CIA bảy năm trước. Khi giao dịch đang diễn ra, Kirill (Karl Urban) bất chợt xuất hiện, dàn dựng hiện trường với dấu tay của Bourne, giết chết hai nhân viên CIA, cướp đi hồ sơ và 3 triệu $.
Kirill sau đó chuyển số tiền và hồ sơ đến cho trùm dầu lửa Nga Yuri Gretkov (Karel Roden). Được lệnh từ Gretkov, Kirill lên đường đến Goa để giết Bourne. Phát hiện Kirill trong đám đông, Bourne cùng Marie lái xe chạy trốn. Kirill cố gắng truy sát họ bằng súng bắn tỉa nhưng viên đạn từ khẩu súng giết chết Marie thay vì Bourne (Bourne và Marie đã đổi chỗ khi lái xe). Chiếc xe của họ lao vào thành cầu và rơi xuống sông, Kirill tin rằng Bourne đã chết nên bỏ đi. Bourne sống sót sau tai nạn. Chứng kiến cảnh người yêu chết thảm, anh thu xếp hành lý, tiền bạc, hộ chiếu rồi lên đường tới Naples, Ý để bắt đầu kế hoạch trả thù của mình.
Pamela Landy sau khi phát hiện dấu tay tại hiện trường vụ cướp "hồ sơ Neski" là của Bourne đã yêu cầu phó giám đốc Abbott (Brian Cox) cho mở hồ sơ Treadstone. Landy sau đó đã tiết lộ với Abbott rằng: bảy năm trước, số tiền 20 triệu $ của CIA đã bị chính một điệp viên CIA đánh cướp và tên của kẻ phản bội này có trong "hồ sơ Neski". Vài năm trước, Valdimir Neski (một chính trị gia người Nga) đã biết được danh tính của kẻ phản bội nhưng khi chưa kịp tiết lộ thì Neski đã bị chính vợ mình giết hại tại một khách sạn ở Berlin. Landy tin rằng Bourne và Conklin có liên quan đến vụ việc và chính Bourne đã thực hiện vụ cướp "hồ sơ Neski" để bịt đầu mối. Cả Landy và Abbott được cử đi Berlin để truy tìm Bourne.
Ở Napoli, Bourne cho phép mình được xác định bởi an ninh. Anh phục vụ thẩm vấn của CIA, sao chép thẻ SIM từ điện thoại di động của nhân viên CIA, và nghe lén một cuộc gọi điện thoại tiếp theo của Landy và những gì cô ấy nghĩ rằng Bourne đã làm. Bourne tới Munich để tìm hiểu chương trình Treadstone còn lại, Jarda, nói với Bourne rằng Treadstone đã khép lại sau cái chết của Conklin. Jarda cố gắng vô hiệu Bourne trước khi một nhóm CIA đến, nhưng Bourne giết anh ta, cho nổ tung ngôi nhà sau khi rời khỏi. Tin rằng CIA đang săn lùng anh một lần nữa, Bourne gọi Landy và được biết rằng mình đang bị theo đuổi vì đã giết hai đặc vụ tại Berlin, mặc dù cô không được đề cập đến những đoạn hồi tưởng gần đây của Bourne.
Bourne sắp xếp gặp Nicky ở Alexanderplatz, nơi anh bắt và tra hỏi cô, tìm ra rằng Abbott là người đứng đầu của Treadstone, không phải Conklin. Anh nhớ rằng mình ám sát Neski ở Berlin, nhưng Parsons không biết gì về nó. Bourne đến khách sạn, nơi đã diễn ra công việc đầu tiên của mình, giết Neski theo lệnh của Conklin để nhớ lại hơn nữa, và lúc vợ Neski phát hiện anh giết chồng mình, anh bắn cô và dàn xếp trông giống như một vụ giết người sau đó tự sát. Abbott thủ tiêu trợ lý riêng của mình khi ông nhận ra rằng người này phát hiện manh mối gài bẫy Bourne. Bourne đã đột nhập vào phòng khách sạn của Abbott và ghi âm lại cuộc gọi giữa ông và Gretkov trộm cắp tiền của CIA và đổ tội cho Bourne. Abbott cũng thú nhận đã ra lệnh ám sát anh ở Goa. Landy khi nghi ngờ sự vô tội của Bourne đã đến gặp Abbott, nhưng ông đã tự tử. Bourne gửi máy ghi âm lời thú nhận của Abbott đến Landy, chứng minh sự vô can của mình.
Bourne tới Moskva để tìm Irena Neski, con gái của Vladimir Neski. Kirill xuất hiện và bắn Bourne ở vai. Bourne và Kirill tham gia một cuộc rượt đuổi xe hơi tốc độ cao trong đường hầm, kết thúc sau khi Bourne ép xe của Kirill va vào một ụ phân cách bê tông. Sau khi nhìn thấy Kirill bị thương nặng, anh hạ súng và bỏ đi. Bourne gặp Irena Neski và xin lỗi vì đã giết cha mẹ cô. Gretkov bị Landy bắt giữ, sử dụng bằng chứng cô nhận được từ Bourne. Một thời gian sau, tại thành phố New York, cô nhận được một cú điện thoại từ Bourne, cô bày tỏ lời cảm ơn đối với băng ghi âm lời thú nhận của Abbott trước khi giúp Bourne biết tên thật của anh là David Webb, anh sinh ngày "15-4-71" tại Nixa, Missouri. Bourne nói rằng cô trông mệt mỏi cần nghỉ ngơi, chỉ ra rằng anh đang trông thấy cô trước khi hình ảnh mờ dần thành cảnh Bourne tham gia vào đám đông của thành phố New York bận rộn.

## Các diễn viên
- Matt Damon vai Jason Bourne/David Webb
- Franka Potente vai Marie Helena Kreutz
- Brian Cox vai Ward Abbott
- Julia Stiles vai Nicky Parsons
- Karl Urban vai Kirill
- Gabriel Mann vai Danny Zorn
- Joan Allen vai Pamela Landy

Các diễn viên khác Marton Csokas vai Jarda, Karel Roden vai Yuri Gretkov, Tomas Arana vai Martin Marshall, Tom Gallop vai Tom Cronin, Tim Griffin vai John Nevins, Michelle Monaghan vai Kim, Ethan Sandler vai Kurt, John Bedford Lloyd vai Teddy, Oksana Akinshina vai Irena Neski, và Chris Cooper vai Alexander Conklin.

## Sản xuất
Không có kế hoạch để thực hiện một phần tiếp theo của The Bourne Identity năm (2002) khi nó đã được hình thành. Matt Damon nhận xét, "Khi phim The Bourne Identity thực hiện xong, tôi nói:" Có rất ít cơ hội chúng tôi sẽ làm một bộ phim thứ hai, chỉ bởi vì không ai trong ê-kíp đầu tiên muốn làm một bộ phim nếu nó không thể bằng hoặc tốt hơn phần đầu". Theo nhà sản xuất Frank Marshall, nội dung bắt cóc Marie buộc Bourne trở lại tính cách sát thủ của mình trong cuốn tiểu thuyết "The Bourne Supremacy" và mối đe dọa Bourne với CIA nếu họ đi sau anh một lần nữa trong bộ phim trước đó, là nguồn cảm hứng cho phần cốt truyện. Điều đó nói rằng Marshall và Tony Gilroy nghĩ ra một ý tưởng mà ở đó, Bourne "sẽ đi tiếp cuộc hành trình của mình, giải quyết những điều còn bỏ ngõ trong phần trước". Nhà sản xuất Paul L. Sandberg cảm thấy biên kịch Gilroy "lại chuyển hướng" cốt truyện của cuốn sách, nó cần thiết "bởi vì rất nhiều điều trên thế giới đã thay đổi kể từ khi cuốn sách được công bố". Các nhà sản xuất cũng thay thế đạo diễn Doug Liman, điều này một phần do những khó khăn mà Liman đã có với trường quay khi thực hiện bộ phim đầu tiên, nên họ không sẵn sàng để làm việc với anh ta một lần nữa. Đạo diễn người Anh Paul Greengrass đã được chọn để đạo diễn bộ phim sau khi các nhà sản xuất thấy phim Bloody Sunday năm (2002) của ông, Greengrass đưa cách mô tả các vụ nổ súng trong "Sunday Bloody" ở Bắc Ireland vào phim này theo gợi ý của Gilroy. Nhà sản xuất Patrick Crowley thích Greengrass đưa vào "ý nghĩa của các cảnh quay hơi rung lắc như có sự tham gia người xem" và phong cách trực quan vào phim, mà Crowley nghĩ rằng sẽ tốt cho The Bourne Supremacy. Bộ phim được thực hiện theo thứ tự ngược lại các trình tự diễn ra trong phim: một số phần của cảnh rượt đuổi xe và kết thúc của bộ phim được quay trước tại Moskva, sau đó hầu hết các phần còn lại của bộ phim được quay tại Berlin, và những cảnh mở đầu ở Goa được quay cuối cùng.